# Opòssums llanosos
Els opòssums llanosos (Caluromyinae) són una subfamília de didèlfids. Inclou els gèneres vivents Caluromys, Caluromysiops i Glironia, així com el ja extint Pachybiotherium acclinum. A vegades se l'ha classificat com a família distinta, Caluromyidae.